# Cantón Rumiñahui
Rumiñahui es un cantón ecuatoriano, situado en la provincia de Pichincha. En este cantón se encuentra una gran parte del Valle de los Chillos, su cabecera cantonal es Sangolquí.

## Historia
Sangolquí –como originalmente fue su nombre- fue elevado a la categoría de parroquia mediante la Ley de División Territorial, el 29 de mayo de 1861; el 31 de mayo de 1938 a Sangolquí se la eleva a la categoría de Cantón, separándola de Quito y se le cambia el nombre por el de Rumiñahui.

## Geografía
El Cantón Rumiñahui tiene una extensión de 139 km², lo que lo convierte en uno de los cantones más pequeños de la República del Ecuador cuenta con tres parroquias urbanas que son: Sangolqui, San Pedro de Taboada y San Rafael; y dos rurales: Cotogchoa y Rumipamba. Está limitado en el norte por el Distrito Metropolitano de Quito, el río San Pedro es el límite natural ente estos dos cantones los cuales se encuentran unidos por la Autopista General Rumiñahui que une a Quito con las diferentes parroquias del Cantón Ruminahui.
Al sur el cantón limita con el Monte Pasochoa y el Cantón Mejía, al este limita con el Distrito Metropolitano de Quito exactamente con las Parroquia de Alangasí y Pintag - el límite natural es el Río Pita.
Al Oeste limita con el Distrito Metropolitano de Quito exactamente con las parroquias de Amaguaña y Conocoto - el límite natural es el Río San Pedro.

## División política

### Parroquias urbanas
1. Parroquia Sangolquí - Superficie: 49.9 km².
Barrios
01. San Marcos 02. El Turismo 03. Barrio Central 04. Santa Bárbara 05. La Paz 06. La libertad 07. San Sebastián 08. El Cabré 09. El Oasis 10. La Tola 11. San Nicolás 12. La Carolina 13. Selva Alegre 14. Salcoto 15. Los Chillos 16. El Vínculo 17. Jatumpungo 18. El Rancho 19. San Francisco 20. Los Angeles 21. Poncho Verde 22. Santa Clara 23. Jatumpamba 24. Gavilanes 25. San Fernando 26. Pinllocoto 27. Luz de América 28. Loreto 29. Cashapamba 30. Lourdes 31. San Juan 32. La Palma 33. El Milagro 34. Santa Rosa 35. El Carmen 36. San Carlos 37. Patagua 38. Cuendina (parte) 39. El Bosque 40. Mushuñan 41. Inchalillo 42. Salgado 43. Albornoz 44. San Vicente 45. El Carmelo 46. La Esmeraldita 47. La Leticia 48. El Cortijo 49. Curipungo 50. Santa Ana
2. Parroquia San Pedro de Taboada - Superficie 4.9 km².
Barrios
01. San Pedro 02. San Isidro 03. Comuna de Los Puentes 04. Capelo 05. El Purón 06. Rumiloma 07. Central 08. Concepción 09. Galo Pazmiño 10. Santa Bárbara 11. El Muelle 12. Fajardo
3. Parroquia San Rafael - Superficie 2,7 km².
Barrios
01. Capelo 02. El Triángulo (César Chiriboga) 03. San Luis 04. San Rafael 05. La Concordia
4. Parroquia Fajardo.

### Parroquias rurales
1. Cotogchoa - Superficie 34.6 km².
Barrios
1. Central
2. Libertad
3. El Manzano
4. El Pino
5. San Juan Obrero
6. El Milagro
7. Miraflores
8. Runahurco
9. El Taxo
10. Leticia
11. Patagua
12. El Bosque
13. San Carlos Conejeros
14. Cuendina Albornoz
2. Rumipamba - Superficie 40.5 km².
Barrios
01. Rumipamba 02. La Moca 03. San Antonio

## Población por parroquias, superficie y densidad poblacional
De acuerdo al último Censo Nacional de Población y Vivienda, ejecutado por el INEC (Instituto Nacional de Estadísticas y Censos) en el año 2010, los siguientes son los datos que corresponden al cantón Rumiñahui por parroquias:

### Parroquias urbanas
1. Parroquia Sangolquí: 81.140 habitantes (68,95%); Superficie: 49.9 km².; Densidad poblacional de 1.186 hab./km².
2. Parroquia San Pedro de Taboada: 74.397 habitantes (14%); Superficie 4.9 km².; Densidad poblacional de 2.447 hab./km².
3. Parroquia San Rafael:  5.421 habitantes (11,6%); Superficie 2,7 km².; Densidad poblacional de 3.686 hab./km².

### Parroquias rurales
1. Parroquia Cotogchoa: 3.937 habitantes ( 4,6%); Superficie: 34,6 km².; Densidad poblacional de 114 hab./km².
2. Parroquia Rumipamba: 775 habitantes (0,9%); Superficie:  40,5 km².; Densidad poblacional de 19 hab

## Monumentos

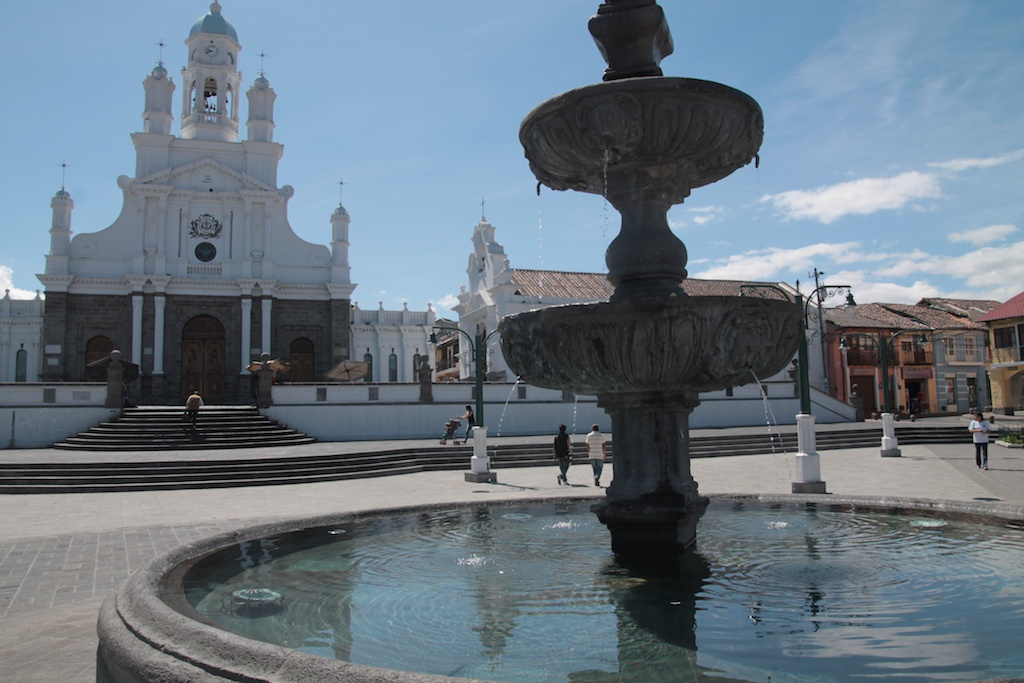
Iglesia y plaza central de Sangolquí

### Plaza cívica Rumiñahui
Obra del maestro de las artes plásticas Oswaldo Guayasamin, de raíces sangolquileñas. La obra duró nueve años de construcción, mide una altura promedio de 18,30 m y está realizada en bronce repujado, hierro y hormigón. El 11 de noviembre de 1978 se firma el convenio para iniciar esta construcción, el maestro Guayasamin realizó los planos generales de este colosal monumento del héroe indio “RUMIÑAHUI”, defensor de la nacionalidad ecuatoriana. La inauguración de este monumento se la realiza el mes de mayo de 1994. Está compuesto por: la base, de cerámica de color rojo que representa la quema de Quito, pues Rumiñahui pregonaba a sus tropas: “Solo fuego y cenizas para los invasores”; Las lanzas simbolizan al pueblo indio en pie de lucha; los brazos extendidos significan la victoria y resistencia de nuestra cultura indígena.

### Monumento al maíz
Fue construido por el pintor y escultor ecuatoriano Gonzalo Endara Crow, como gesto de inmenso aprecio por este terruño. Realiza la entrega de este monumento en el año de 1989, el pueblo de Sangolquí recibió la gran ofrenda de hierro, hormigón y cerámica, de 10m. de alto y 4m. de diámetro, con aprecio y lo ha hecho parte de su identidad. Endara Crown supo plasmar en este monumento el dorado manjar de los dioses utilizando su característico y optimista estilo naif, recordando en esta obra la fertilidad del Valle de los Chillos. Obra artística realizada por el maestro en respuesta a su permanente búsqueda de vitalidad existente en las cosas sencillas. Las fiestas del Maíz por orden de Decreto Legislativo se designó al día 8 de septiembre de todos los años como el día del turismo en el Cantón Rumiñahui.

### Monumento al colibrí
Otra creación escultórica del artista Endara Crow reúne en un espacioso redondel inmensos huevos destinados a convertirse en la morada eterna de un colibrí que despliega sus alas, no para volar sino para protegerlos. Frágil y delicado, el pequeño colibrí refleja en su plumaje toda la riqueza de las regiones andinas. Viste su cuerpo con tonos multicolores: el verde que refleja la constante renovación de la madre naturaleza; el color negro que retrata a la tierra; la solemnidad del sol que se refleja en el amarillo, el anaranjado y el oro; el grana símbolo de lucha, esfuerzo, guerra y sangre; y con el azul oscuro, energía y salud.

### Monumento a la sed del indio
En los trabajos de remodelación el Parque de San Rafael se construyeron dos piletas inteligentes. En una de ellas se eleva un mural que reproduce fielmente la obra del maestro Eduardo Kingman denominada El Rondador, trabajo ejecutado por el pintor Luis Napoleón Valencia auspiciado por la Casa de la Cultura Ecuatoriana. En el centro de la otra pileta, encontramos La escultura “La Sed”, de 3 metros de alto y un pedestal de 5 metros, elaborada por el escultor quiteño Flavio Eddie Crespo, también en tributo al maestro Kingman, en la línea del expresionismo indígenista. La obra representa a un campesino que al momento de su descanso busca el agua y parece no encontrarla; el hombre sentado, toma agua de un pilche, casi lamiéndolo. Es una obra de denuncia que puede tener múltiples interpretaciones, en primera instancia a los problemas sociales que tiene el campesino por la marginación histórica de que ha sido objeto y, en segunda, por la importancia que tiene en el presente el cuidado del agua.

### Monumento al tiempo
Eje de orientación astronómica de los movimientos ascendentes y descendentes del sol con fines agrícolas. Representa a los dos solsticios: el solsticio de verano (22 de junio) es el día más largo del año (en el hemisferio norte). Al mediodía el sol alcanza el punto más alto del cielo durante el año. El solsticio de invierno (21 de diciembre) es el día más corto del año (en el hemisferio norte). Al mediodía el sol alcanza el punto más bajo del cielo durante el año. Todas las fechas son sólo aproximadas. En las dos posiciones de solsticio, la declinación del sol se mantiene durante varios días casi sin moverse; de ahí el nombre de solsticio, que significa en latín Sol quieto.Dos equinoccios marzo (días 21,22) y septiembre (días 22,23), el equinoccio es la época en que, por hallarse el Sol sobre el Ecuador, los días son iguales a las noches en toda la Tierra, lo cual sucede anualmente del 20 al 21 de marzo equinoccio de primavera y del 22 al 23 de septiembre equinoccio de otoño.